# Cryptanura brachygaster
Cryptanura brachygaster är en stekelart som först beskrevs av Cameron 1885.  Cryptanura brachygaster ingår i släktet Cryptanura och familjen brokparasitsteklar. Inga underarter finns listade i Catalogue of Life.